# Aquascope
Pour l'instrument optique, voir bathyscope.
L’Aquascope est un parc aquatique français situé à Chasseneuil-du-Poitou, dans la Vienne, adjacent au parc d'attractions du Futuroscope, ouvert le 15 juillet 2024. Sa construction a coûté 57 millions d'euros.
Le parc aquatique fait partie du resort Futuroscope Xperiences, regroupant le Parc du Futuroscope, l'Aquascope, une arena de spectacles de 6000 places, un centre vol chute libre, trois hôtels thématisés et un restaurant Space Loop.

## Historique
En 2011, l'exploitation du parc du Futuroscope est reprise par la Compagnie des Alpes, qui devient actionnaire majoritaire, permet d'accroître les investissements dans le renouvellement du parc. Des plans de développement pluri-annuels permettent ainsi de créer plusieurs attractions majeures dont La Machine à voyager dans le temps des Lapins Crétins en 2014, L'Extraordinaire Voyage en 2017, Objectif Mars en 2020.
Parallèlement aux développements au cœur du parc, des projets initiés par le Département de la Vienne sur les parkings du site (projets d'Arena Futuroscope annoncé en 2016 et de soufflerie ZerOGravity annoncée en 2018) accompagnent la réflexion d'aménager un véritable resort aux portes du Futuroscope, comprenant de nouveaux hôtels et un second site offrant une visite complémentaire au parc.
En 2020, le Conseil départemental de la Vienne et la Compagnie des Alpes annoncent conjointement un plan de développement pluriannuel  de 300 millions d'euros intitulé « Vision 2025 », comprenant de nouvelles attractions majeures dans le parc historique et le développement d'un resort sur 224 000 m2 comprenant des hôtels thématisés et un parc "aqua-ludique" pour inciter les visiteurs à prolonger leur séjour sur le site avec une visite d'une demi-journée. L'Aquascope est ainsi conçu avec l'ambition de « réinventer le genre du parc aquatique indoor », selon le directeur du général du Futuroscope Rodolphe Bouin.
Le projet architectural du parc aquatique indoor évolue fortement au long du projet : initialement présenté en 2020 avec plusieurs volumes rectangulaires imbriqués, puis plus tard retravaillé avec des volumes beaucoup plus arrondis (esquisse présentée lors d'une étude d'impact en octobre 2021Mission Régionale d’Autorité environnementale de la région Nouvelle-Aquitaine, « Avis de la Mission régionale d’autorité environnementale de la région Nouvelle-Aquitaine sur le projet d’extension du parc du Futuroscope à Chasseneuil-du-Poitou (86) », 20 décembre 2021 (consulté le 6 septembre 2024), le projet définitif de l'agence Art'Ur Architectes se présente sous la forme d'un triptyque avec son centre une vaste tour (Hub et accès aux toboggans).
Les travaux de l'Aquascope débutent en octobre 2022, pour une ouverture au public le 15 juillet 2024.
Pour la saison 2025, l'Aquascope décide d'instaurer une carte saison qui permet d'y aller à volonté mais uniquement en basse saison (hors des vacances scolaires des 3 zones, des week-ends et jours fériés).

## Attractions
L'Aquascope propose un contenu diversifié, organisé en trois zones thématiques distinctes en intérieur : sensations, immersion, distraction ; ainsi qu'une petite partie détente en extérieur.

### Zone Sensations: Toboggans, Le Rift
Cette zone est composée de 8 toboggans conçus par le constructeur turc Polin. Les toboggans sont accessibles depuis le hub central, en empruntant deux escaliers hélicoïdaux menant à quatre paliers de 9 à 18,5 mètres du sol. Elle comprend :
- 9 m :
  - Flash (modèle Blackhole): toboggan avec effets lumineux crée par la lumière naturel, en bouée simple ou double ;

- 12 m :
  - Sprint (modèle Mat racer) : toboggan avec tapis de glisse, sur deux pistes pour faire la course avec un adversaire avec effets lumineux crée par la lumière naturel;
  - Quick (modèle Aquatube) : toboggan interactif en touchant des cibles, arrivée dans la rivière extérieure Aquadynamique ;

- 15 m : 
  - Alien (modèle Blackhole et Racer Twin Spheres) : toboggan à bouées en double piste, en bouée simple ou double ;
  - Reflex (modèle Blackhole (Game applicable)) : toboggan avec jeu interactif (bouées avec joystick) ;

- 18 m :
  - Rocket (modèle Looping Rocket) : toboggan à trappe en station debout, chute à 60 km/h ;
  - Matrix (modèle Family Combo Slide) : toboggan à sensations unique en Europe, incluant un disque de 17m de diamètre, en bouées de 2 à 4 personnes ;
  - Spiral (modèle Aquatube Drop Slide ) : toboggan hélicoïdal situé à l'intérieur du hub central, avec plongeon final dans un bassin de profondeur 1,80 m ;

Les toboggans débouchent dans le reste de la zone Sensation, volume arrière du bâtiment dénommé Le Rift, qui comprend une piscine à vagues et un filet suspendu au-dessus de cette dernière.
Au fond de cette zone, un espace snack nommé "Le Kobalt" propose des bagels, salades, glaces …

### Zone enfants: La Faille de Kraki
Initialement annoncée sous le nom "Zone Distraction", cette partie de l'Aquascope s'adresse au jeune public, entre 0 et 14 ans. Elle comprend plusieurs toboggans (plus doux que dans la zone Sensations), un labyrinthe d'eau et un espace autour de l'univers de Kraki, la mascotte du parc, mi-pieuvre, mi-kraken.
- Les Tentacules de Kraki : Plusieurs toboggans pour enfants réservé entre 5 à 12 ans.
- La Grotte Musicale : Plusieurs instruments de musique (xylophone, tam-tam …) dans un espace caché au fond de la zone
- Le P'tit bain : espace réservé aux tout-petits (0 à 5 ans) dispose de petit toboggans, pistolets à eau …
- Le Grand bain : espace réservé aux enfants de 6 à 14 ans, avec effets d'éclaboussures dont un seau géant
- Le Passage de Kraki : Petit passage menant à la grotte musicale.

### Zone Immersion: Les Abysses de Lumière
Initialement annoncée sous le nom "Zone Immersion", la zone Les Abysses de Lumière est conçue comme la plus proche du savoir-faire du parc du Futuroscope et la plus différenciante de parcs aquatiques plus traditionnels, par ses utilisations inédites de technologies d'images en milieu aquatique.
- Kiné'eau : Cinéma aquatique avec écran panoramique à 270° avec des effets de bouillonnement de bulles ainsi que des lumières dans l'eau. Un court-métrage de 4 min présente l'arrivée de Kraki, une créature extra-terrestre sur la planète Terre. (Le nom Kiné'eau fait référence au Kinémax, première salle Imax du Futuroscope)
- L'Eauculus : Écran vidéo au fond de l'eau (port de lunettes de piscine conseillé)
- La Crique : Projections mapping vidéo sur les parois autour d'un bassin
- La Rivière : Rivière sauvage en bouée qui traverse les trois zones de l'Aquascope
- Le Canyon : Passage à pied entre des parois rocheuses, de la Crique au Kiné'eau
- La Source : Météorite lumineuse et rideaux d'eau en aquagraphie

### Espace extérieur
Un espace de détente extérieur est ouvert aux visiteurs de mai à septembre.
Cette zone est constituée d'une rivière dynamique (l'Aquadynamique, où débouche le toboggan Quick), d'un bassin en inox (Silver pool) et d'un espace détente (terrasses, plage avec transats). Des food trucks complètent l'offre de restauration du Kobalt.

### La gestion de la ressource en eau
Le projet a intégré un système innovant de phyto-épuration. Ce système comprend plusieurs « jardins filtrants » permettant de traiter les eaux grises provenant de l'Aquascope, des volumes considérables et constants qui auraient autrement été rejetés dans le système d'assainissement.
Une partie des eaux grises ainsi traitées alimente les sanitaires de l'Aquascope. La cuve installée alimente ensuite les systèmes d’arrosage et les bassins de l'hôtel Ecolodgee et de la future attraction aquatique Mission Bermudes, pour compenser les pertes naturelles de ces plans d'eau. Le surplus de ces différents réseaux sont dirigés vers le réseau d'eaux pluviales.
La mise en place de ce dispositif doit permettre à terme de réutiliser environ 75 000 m3 d'eau par an. Ainsi, les besoins en eau des projets devraient représenter à l'horizon 2026 environ 10 % de moins que les besoins de référence de 2019 du Parc actuel, malgré une fréquentation accrue et de nouvelles activités développées. L'investissement dans cette technologie innovante, mais naturelle, d'épuration des eaux reflète un engagement fort du Parc, avec près d'un million d'euros alloués à l'ensemble de l'installation.
Des efforts de réduction des besoins en eau entrepris entre 2017 et 2019 ont déjà permis de diminuer la consommation d'eau potable de 18 % et celle d'eau industrielle/non potable de 30 %. Ces résultats ont été obtenus notamment grâce à des réductions drastiques des besoins en eau pour le refroidissement des systèmes, une diminution significative de l'arrosage des espaces verts, et la réutilisation des eaux pluviales pour les sanitaires. En résumé, de nombreux efforts concrets sont déployés à l'échelle du Parc pour une utilisation de l’eau plus raisonnée, se poursuivant avec la création de l’Aquascope.